# Onze-Lieve-Vrouwkapel (Vlezenbeek)

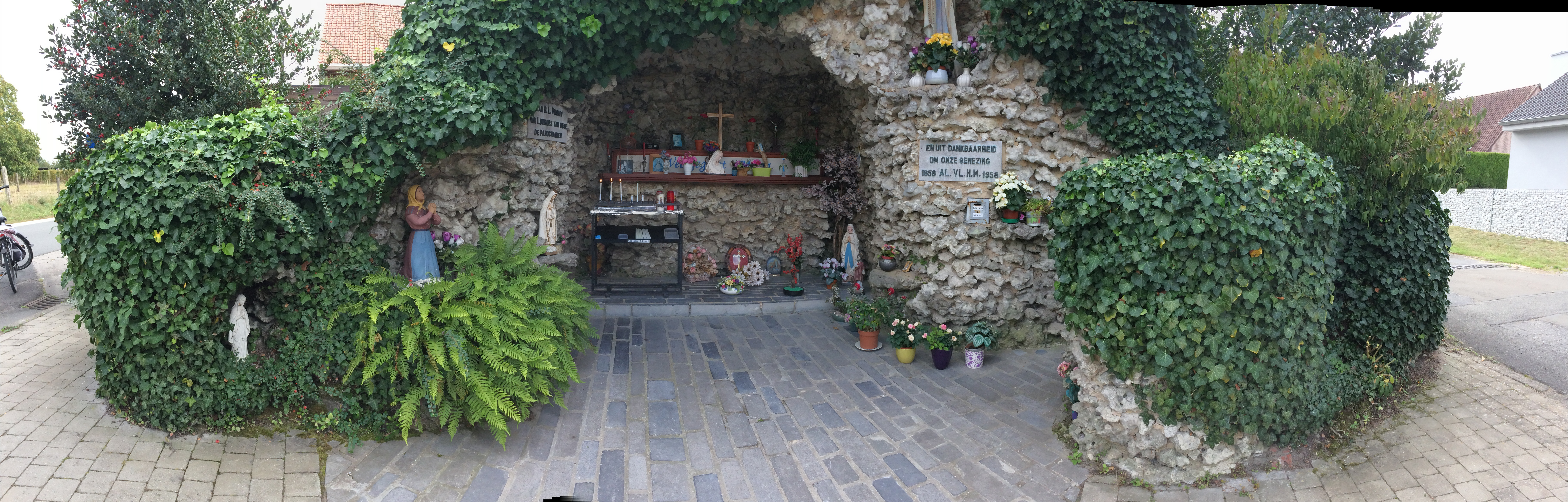
Onze-Lieve-Vrouwkapel hoek Obbeekbos en Kamstraat

De Onze-Lieve-Vrouwkapel is een Mariagrot in Vlezenbeek, deelgemeente van Sint-Pieters-Leeuw, gelegen op de hoek van Obbeekbos en de Kamstraat.